# Maarten Bak
Maarten Bak (Leiderdorp, 25 september 1978) is een voormalige Nederlandse voetballer, die als een aanvaller speelde. 
Bak speelde tussen 1998 en 2002 bij ADO Den Haag. Hij speelde 53 wedstrijden in de Eerste divisie en de KNVB beker, waarin hij 9 keer scoorde. Vervolgens speelde hij tot 2009 bij amateurclub Quick Boys, waarna hij stopte met voetballen.
Hij behaalde in het seizoen 2007/08 met Quick Boys de kwartfinales in het KNVB bekertoernooi, waarin hij verloor met 0-3 van NAC Breda.

## Erelijst
- Speler van het jaar (Quick Boys) : 2006-2007

## Bron
1. ↑  Voetbal.com - Maarten Bak. Gearchiveerd op 23 mei 2024.